# Amphiura inhacensis
Amphiura inhacensis är en ormstjärneart som beskrevs av J.B. Balinsky 1957. Amphiura inhacensis ingår i släktet Amphiura och familjen trådormstjärnor. Inga underarter finns listade i Catalogue of Life.